# Goslino I do Maine
Goslino I do Maine é um senhor originário de Maine, desde o início do século IX. É o mais antigo ancestral conhecido da família de Rorgonidas. Em considerações onomásticas, ele pode ser descendente dos condes do Mans do século VIII, que são descendentes dos pré-Robertianos.
Ele nos é conhecido apenas por uma única carta  assinado a 1 de Março de 839 pelo seu filho, Rorgo que nomeia a sua família : genitor meus Gauzlinus e mater mea Adeltrudis, germanus noster Gausbertus....
Sua esposa Adeltruda, ele teve por filhos :
- Rorgo I († 839 ou 840), conde do Maine
- Gosberto († 853), conde do Maine, após seu irmão.

Ele também cita a seu parentesco próximo de Ebroíno († 858), bispo de Poitiers, que, às vezes, é considerado um de seus filhos, embora ele não apareça na carta de 1 de março de 839.